# Anka Muhlstein
Anka Muhlstein, née le 18 août 1935 à Paris est une historienne et biographe française.

## Biographie

### Enfance
Anne Marie Alice Renée Muhlstein est la fille du diplomate polonais Anatol Mühlstein, né le 22 août 1889 à Varsovie, et de Diane de Rothschild, née le 12 décembre 1907 à Paris. Au cours de la Seconde Guerre mondiale, la famille vit à New York et revient en France en 1945. Elle a deux sœurs, la pédiatre endocrinologue Nathalie Josso (1934-2022) et l'artiste peintre Cécile Muhlstein (1936-2007).

### Carrière
Elle commence sa carrière en tant qu'éditrice pour les éditions Denoël. Lors de son déménagement à New York, elle entre à l'agence littéraire de Georges Borchardt.
En tant qu'écrivaine, elle reçoit le Prix Broquette-Gonin en 1982 pour la biographie de son ancêtre, James de Rothschild, le fondateur de la banque Rothschild.
Anka Muhlstein est en outre, à deux reprises, honorée pour sa biographie de l'explorateur du XVIIIe siècle, Cavelier de La Salle ; en l’occurrence par la remise du Prix Amerigo-Vespucci décerné lors du Festival international de géographie 1992 puis par le Prix d'histoire générale de l'Académie française en 1993. 
Anka Muhlstein reçoit le prix Goncourt de la biographie en 1996 pour son travail sur l'écrivain français Astolphe de Custine appelé Astolphe de Custine (1790-1857) : Le dernier marquis. Ses autres œuvres comprennent Victoria (1978), Manhattan (1986), Cavelier de La Salle : L'homme qui offrit l'Amérique à Louis XIV (1992), Reines éphémères, mères perpétuelles (2001), Elizabeth d'Angleterre et Marie Stuart : Ou les périls du mariage (2004), et Garçon, un cent d'huîtres ! : Balzac et la table (2010).
En 2008, elle et son mari Louis Begley publient Venice for Lovers, une collection d'essais qu'ils ont écrits individuellement à propos de Venise. Son ouvrage Garçon, un cent d'huîtres ! : Balzac et la table, une étude du rôle de la gastronomie dans les romans de Balzac est publié en 2010.

### Vie privée
Elle est d'abord mariée à François Dujarric de la Rivière (d), un conseiller en placements à Paris, fils de Marcelle et René Dujarric de la Rivière, avec qui elle a deux fils, Robert et Stéphane Dujarric. En mars 1974, elle épouse en secondes noces Louis Begley, avocat et écrivain, et s'installe alors à New York avec ses deux fils.

## Publications
- Victoria, Paris, Gallimard, 1978 (ISBN 978-2-07-023583-4)
- Manhattan : la Fabuleuse Histoire de New-York, des Indiens à l'an 2000, Paris, Grasset, 1986 (ISBN 978-2-246-31221-5)
- Cavelier de La Salle : l'homme qui offrit l'Amérique à Louis XIV, Paris, Grasset, 1992 (ISBN 978-2-246-39581-2, lire en ligne), prix d'histoire générale de l'Académie française, prix Amerigo-Vespucci (1992)
- Astolphe de Custine (1790-1857) : le dernier marquis, Paris, Grasset, 1996, 349 p. (ISBN 978-2-246-49211-5)
- Reines éphémères, mères perpétuelles : Catherine de Médicis, Marie de Médicis, Anne d'Autriche, Paris, Albin Michel, 2001, 296 p. (ISBN 978-2-226-12756-3)
- Elizabeth d'Angleterre et Marie Stuart : ou les périls du mariage, Paris, Albin Michel, 2004 (ISBN 978-2-226-15567-2)
- Napoléon à Moscou, Paris, Odile Jacob, 2007 (ISBN 978-2-7381-1989-6, lire en ligne)
- Garçon, un cent d'huîtres ! : Balzac et la table, Paris, Odile Jacob, 2010, 214 p. (ISBN 978-2-7381-2552-1)
- La Bibliothèque de Marcel Proust, Paris, Odile Jacob, 2013 (ISBN 978-2-7381-3038-9)
- La Plume et le Pinceau : l'empreinte de la peinture sur le roman au XIXe siècle, Paris, Odile Jacob, 2016, 224 p. (ISBN 978-2-7381-5956-4)